# Japão nos Jogos Olímpicos de Inverno da Juventude de 2012
O Japão participou dos Jogos Olímpicos de Inverno da Juventude de 2012, realizados em Innsbruck, na Áustria.

## Desempenho

### Bobsleigh
Feminino
| Maria Oshigiri Shizuka Uehara | Duplas | 57.55 | 57.60 | 1:55.15 | 8º |